# Побочный конус
Побочный  конус, или паразитический (паразитный) конус (англ. parasitic cone) — вулканическое образование, не привязанное к центральному жерлу и возникающее на склонах вулкана при извержении через боковые трещины. Часто имеют форму настоящего вулканического конуса. Паразитные конусы слагаются шлаками, реже лавой. Количество паразитных конусов у некоторых вулканов может быть значительным (например, на склонах Этны их около 900).

## Формирование
Полигенный вулкан может расти в высоту лишь до определённого предела. У некоторых вулканов поднимающийся в их жерле столб лавы почти никогда не достигает краев вершинного кратера, так как уже значительно раньше этого давление столба лавы на стенки канала начинает превышать предел их сопротивления. Тогда в теле главного вулканического конуса образуются трещины (чаще всего располагающиеся радиально), и по этим трещинам лава изливается наружу на склоны вулкана.
Среди подобных вулканов наиболее известна Этна, у которой излияния лавы из вершинного кратера почти никогда не наблюдаются, а главным образом имеют место боковые извержения. Так, в марте 1669 года на южном склоне названного вулкана появилась крупная расщелина до 20 км длиной и до 2 м шириной, протягивавшаяся почти до самой вершины. Излившийся из этой трещины поток лавы длиной 40 км разрушил часть города Катания и достиг берега моря.
Излияния лавы при боковых извержениях происходят преимущественно из нижних частей возникающих на склонах трещин, из более же высоких частей выбрасываются главным образом твёрдый вулканический материал, а в самых высоких — часто вырываются лишь газы и пары. Образующиеся вокруг материнского вулкана шлаковые конусы и называются побочными. Периодически из таких побочных конусов изливается и лава.

## Вулканы с побочными конусами
Паразитические конусы имеются на многих вулканах Камчатки —– на Корякской сопке, Толбачике, вулкане Зимина, но особенно много их на Ключевской сопке. На этом вулкане они располагаются в нижней трети склонов по северной, северо-восточной и юго-восточной сторонам конуса. Сложены они из бурых и красноватых шлаков, с более или менее хорошо выраженными кратерными воронками. Высота конусов достигает 100–200 м, ширина кратеров – 50–100 м и более. Образовавшиеся во время извержения 1932 г. новые конусы Туйла, Кургурич и Биокос настолько удалены от центра извержения Ключевской сопки, что их скорее следует рассматривать как побочные или сопутствующие вулканы, связанные с главным вулканом общим очагом, но не как собственно «паразиты», питающиеся из того же канала, что и главный вулкан.

## Строение и расположение
В связи с тем, что побочные конусы формируются вдоль трещин, они часто обнаруживают рядовое расположение, но это отнюдь нельзя считать правилом. Иногда они рассеяны по склонам материнского вулкана без всякого порядка. В этом случае они скорее всего связаны не с трещинами, а являются продуктом чисто эксплозивных процессов, подобных тем, которые приводят к образованию мааров.
При массовом развитии паразитические конусы могут стать существенной чертой морфологии вулкана.